# Cățelul din Pocketville
Cățelul din Pocketville ( italiană: Cuccioli Cerca Amici - Nel Regno di Pocketville) este un serial de animație italian bazat pe seria de jucării cu același nume. Este produs de Giochi Preziosi, MEG Entertainment Group și Mondo TV și distribuit în lumea întreagă de Turner Broadcasting System. Și-a început difuzarea pe canalul Italia 1 din 2010 și s-a oprit în 2011, iar pe Statele Unite s-a difuzat din 2 ianuarie 2012 până pe 31 decembrie 2012 pe Boomerang.
În România serialul s-a difuzat pe Boomerang din 4 august 2011 până pe 31 decembrie 2012.

## Premis
Serialul se învârte în jurul tărâmului magic numit Pocketville, unde trăiesc diferite animale vorbitoare, în special câini (însă ele nu pot fi înțelese de oameni). Acestea așteaptă în fiecare zi să meargă către lumea reală pentru a locui cu un stăpân bine-meritat. Trecerea din Pocketville în lumea reală se face prin intermediul Ceremoniei de prietenie, care este făcută de Prințesa Ami, conducătoarea tărâmului. Dar atunci când sora gemănă și rea a lui Ami, Ima, o trimite pe aceasta în marele oraș atunci intervine fata numită Flo. Acum Flo, câinele ei Magic și garda regală din Pocketville trebuie să facă în așa fel ca animalele din tărâm să ajungă la stăpânii lor, dar în același timp și să facă tot posibilul pentru a o readuce pe Prințesa Ami înapoi.

## Personaje

### Personaje principale
- Flo - Flo este o fată de 10 ani. Hainele ei se schimbă de fiecare dată când ea se duce și se întoarce din Pocketville. Ei îi este dată inima prieteniei, ceea ce o face să înțeleagă ce spun animalele din jurul ei. Spre sfârșit, inima ei pură îi dă posibilitatea Prințesei Ami să transforme inima prieteniei și fântâna magică astfel încât ea și cu Magic pot vizita regatul Pocketville oricând. Magic, un cățel Ciobănesc german, îi este și cel mai bun prieten al ei.
- Magic - Magic este animalul de companie al lui Flo și un câine ciobănesc german. Acesta își iubește foarte mult stăpâna. Numele lui inițial a fost Oristolfo.
- Prințesa Ami - O pisicuță siameză și conducătoarea regatului Pocketville. În timpul unei ceremonii de prietenie, aceasta este aruncată în marele oraș de sora sa geamănă și rea, Ima, iar acum aceasta trebuie să se descurce pe tot parcursul serialului cu viața sa nouă de acolo, și chiar trece prin diferite pericole, cum ar fi să fie prinsă de hingher.
- Garda Regală
  - William - un cățeluș Golden Retriever și liderul gărzii regale.
  - Ciro - un cățeluș Mastiff Napoletan. Acesta este oarecum foarte amuzant.
  - Balloon - O pisică grăsuță cu alb și gri. Aceasta este capabilă să găsească picături magice.
  - Mela - O pisică Tricoloră, foarte timidă.
  - Gardienii înaripați - O echipă de vulturi cheli ce servesc ca acoliți aerieni ai regatului

### Personaje recurente
- Ogniguscio - O țestoasă înțeleaptă ce îi ajută pe Flo și prietenii săi prin ghicitori.
- Spot - Un cățel gri de stradă ce o ajută pe Prințesa Ami să se obișnuiască cu viața de la oraș.
- Koty - Un koala ce servește ca secretarul regatului Pocketville
- Holiday - Un cocoș ce îi oferă Prințesei Ami un nou guler.
- Peter - tatăl lui Flo
- Maria - mama lui Flo care lucrează pe tot parcursul serialului, și de aceea vine foarte rar acasă iar lui Flo îi este foarte dor de ea.

### Antagoniști
- Ima - principalul personaj negativ al serialului. Aceasta este sora gemănă a Prințesei Ami care vrea să pună stăpânire pe regatul Pocketville. Ea încearcă mereu să fure inima prieteniei de la Flo. Ascunzătoarea sa este în Mlaștina Mereu Verde.
- Zull și Gort - doi căței, un Rottweiler și un Pitbull, și slugile lui Ima. Aceștia nu sunt prea deștepți și de cele mai multe ori dau peste cap lucrurile.
- Krakia - O cioară cu fundă roz ce servește ca acolitul aierian al lui Ima. Prin Ritualul de neprietenie, aceasta este capabilă să călătorească către marele oraș și să vadă ce se întâmplă cu Prințesa Ami.
- Durillia - Un crocodil femeiesc care îi explică lui Ima despre Ritualul de neprietenie, care se ține în Valea Nimănui.
- Hingherul - un antagonist uman ce a capturat-o pe Prințesa Ami în adăpostul său de animale. La sfârșitul serialului acesta a pus-o pe Ima în locul prințesei.

## Dublajul în limba română
Dublajul a fost realizat de Zone Studio Oradea.
- Olivia Fodor - Flo
- Alexandru Rusu - Magic
- Gabriela Codrea - Prințesa Ami
- Richard Balint - William
- Pavel Sârghi - Ciro (sezonul 2)
- Sorin Ionescu - Ciro (sezonul 1)
- Marlena Prigoreanu - Balloon
- Ioana Dagău - Mela
- Corina Cernea - Ima
- Adrian Moraru - Zull
- Petre Ghimbășan - Gort
- Mirela Corbeanu - Krakia
- Sebastian Lupu - Spot
- Florian Silaghi - Tatăl lui Flo

## Episoade
| Premiera în România | Nr | Nr | Titlu român               | Titlu englez           | Titlu original (italian)  |
|                     |    |    |                           |                        |                           |
| PRIMUL SEZON        |    |    |                           |                        |                           |
|                     |    |    |                           |                        |                           |
| 04.07.2011          | 01 |    | Ceremonia prieteniei      | Friendship Ceremony    | Lʾanniversario del regno  |
| 04.07.2011          | 02 |    | Un musafir neașteptat     | The Unexpected Guest   | Lʾospite inattesa         |
|                     |    |    |                           |                        |                           |
| 05.07.2011          | 03 |    | Înțeleptul Ogniguscio     | Everyshell the Wise    | Il saggio Ogniguscio      |
| 05.07.2011          | 04 |    | Acasă                     | Going Home             | Ritorno a casa            |
|                     |    |    |                           |                        |                           |
| 06.07.2011          | 05 | P1 | O mare responsabilitate   | A Great Responsibility | Una grande responsabilità |
| 06.07.2011          | 06 | P2 | O mare responsabilitate   | A Great Responsibility | Una grande responsabilità |
|                     |    |    |                           |                        |                           |
| 07.07.2011          | 07 |    | Pe coama vântului         | Crest of a Wave        | Onda su onda              |
| 07.07.2011          | 08 |    | Frisbee                   | Frisbee                | Frisbee                   |
|                     |    |    |                           |                        |                           |
| 08.07.2011          | 09 |    | Nu te teme                | Don’t Be Afraid        | Non aver paura            |
| 08.07.2011          | 10 |    | Hrană pentru minte        | Food for Thought       | Una questione di gola     |
|                     |    |    |                           |                        |                           |
| 11.07.2011          | 11 | P1 | Prieteni noi              | New Friends            | Nuovi amici               |
| 11.07.2011          | 12 | P2 | Prieteni noi              | New Friends            | Nuovi amici               |
|                     |    |    |                           |                        |                           |
| 12.07.2011          | 13 | P1 | Răbdare                   | Patience               | Un poʾ di pazienza        |
| 12.07.2011          | 14 | P2 | Răbdare                   | Patience               | Un poʾ di pazienza        |
|                     |    |    |                           |                        |                           |
| 13.07.2011          | 15 | P1 | Să crezi în tine          | Believe in Yourself!   | Credi in te stesso!       |
| 13.07.2011          | 16 | P2 | Să crezi în tine          | Believe in Yourself!   | Credi in te stesso!       |
|                     |    |    |                           |                        |                           |
| 14.07.2011          | 17 | P1 | Cu ochii în patru         | Eyes Peeled            | Occhi aperti!             |
| 14.07.2011          | 18 | P2 | Cu ochii în patru         | Eyes Peeled            | Occhi aperti!             |
|                     |    |    |                           |                        |                           |
| 15.07.2011          | 19 | P1 | Căutarea                  | The Search             | Il "mai più solo"         |
| 15.07.2011          | 20 | P2 | Căutarea                  | The Search             | Il "mai più solo"         |
|                     |    |    |                           |                        |                           |
| 18.07.2011          | 21 | P1 | Înțelegerea               | The Bargain            | La risposta di Durillia   |
| 18.07.2011          | 22 | P2 | Înțelegerea               | The Bargain            | La risposta di Durillia   |
|                     |    |    |                           |                        |                           |
| 19.07.2011          | 23 | P1 | Aproape                   | Nearly!                | Per un pelo               |
| 19.07.2011          | 24 | P2 | Aproape                   | Nearly!                | Per un pelo               |
|                     |    |    |                           |                        |                           |
| 20.07.2011          | 25 | P1 | Căzătură rea              | A Bad Fall             | Una brutta caduta         |
| 20.07.2011          | 26 | P2 | Căzătură rea              | A Bad Fall             | Una brutta caduta         |
|                     |    |    |                           |                        |                           |
| SEZONUL 2           |    |    |                           |                        |                           |
|                     |    |    |                           |                        |                           |
| 10.10.2011          | 27 | P1 | Ziua de naștere a lui Flo | Kate's Birthday        | Il compleanno di Flo      |
| 10.10.2011          | 28 | P2 | Ziua de naștere a lui Flo | Kate's Birthday        | Il compleanno di Flo      |
|                     |    |    |                           |                        |                           |
| 11.10.2011          | 29 | P1 | Hingherul                 | The Petbuster          | Lʾacchiappacuccioli       |
| 11.10.2011          | 30 | P2 | Hingherul                 | The Petbuster          | Lʾacchiappacuccioli       |
|                     |    |    |                           |                        |                           |
| 12.10.2011          | 31 | P1 | Juno                      | Juno                   | Zampa bianca              |
| 12.10.2011          | 32 | P2 | Juno                      | Juno                   | Zampa bianca              |
|                     |    |    |                           |                        |                           |
| 13.10.2011          | 33 | P1 | Alb ca foaia              | White as a Sheet       | Bianca come un lenzuolo   |
| 13.10.2011          | 34 | P2 | Alb ca foaia              | White as a Sheet       | Bianca come un lenzuolo   |
|                     |    |    |                           |                        |                           |
| 18.10.2011          | 35 | P1 | Comoara prieteniei        | Friendship Treasure    | Il tesoro dellʾamicizia   |
| 18.10.2011          | 36 | P2 | Comoara prieteniei        | Friendship Treasure    | Il tesoro dellʾamicizia   |
|                     |    |    |                           |                        |                           |
| 19.10.2011          | 37 | P1 | Vise plăcute              | Sweet Dreams           | Sogni dʾoro               |
| 19.10.2011          | 38 | P2 | Vise plăcute              | Sweet Dreams           | Sogni dʾoro               |
|                     |    |    |                           |                        |                           |
| 20.10.2011          | 39 | P1 | Bunele maniere            | Good Manners           | Le buone maniere          |
| 20.10.2011          | 40 | P2 | Bunele maniere            | Good Manners           | Le buone maniere          |
|                     |    |    |                           |                        |                           |
| 21.10.2011          | 41 | P1 | Operațiunea: Prințesa     | Operation Princess     | Operazione-principessa    |
| 21.10.2011          | 42 | P2 | Operațiunea: Prințesa     | Operation Princess     | Operazione-principessa    |
|                     |    |    |                           |                        |                           |
| 24.10.2011          | 43 | P1 | Proprietate pierdută      | Lost Property          | Nella tana del gatto      |
| 24.10.2011          | 44 | P2 | Proprietate pierdută      | Lost Property          | Nella tana del gatto      |
|                     |    |    |                           |                        |                           |
| 25.10.2011          | 45 | P1 | Libertate                 | Freedom                | Finalmente libera!        |
| 25.10.2011          | 46 | P2 | Libertate                 | Freedom                | Finalmente libera!        |
|                     |    |    |                           |                        |                           |
| 26.10.2011          | 47 | P1 | Cadoul                    | The Gift               | Un regno per Ami          |
| 26.10.2011          | 48 | P2 | Cadoul                    | The Gift               | Un regno per Ami          |
|                     |    |    |                           |                        |                           |
| 27.10.2011          | 49 | P1 | Meciul decisiv            | The Final Game         | Lʾultimo tassello         |
| 27.10.2011          | 50 | P2 | Meciul decisiv            | The Final Game         | Lʾultimo tassello         |
|                     |    |    |                           |                        |                           |
| 28.10.2011          | 51 | P1 | Întoarcerea acasă         | The Homecoming         | Per sempre insieme        |
| 28.10.2011          | 52 | P2 | Întoarcerea acasă         | The Homecoming         | Per sempre insieme        |
|                     |    |    |                           |                        |                           |

## Legături externe
- Cățelul din Pocketville la Internet Movie Database